# Rosanna Sieveking
Rosanna Sieveking (* 2. Dezember 1965 in Hamburg) ist eine deutsche Juristin und Richterin am Bundesverwaltungsgericht und am Verfassungsgerichtshof des Landes Berlin.

## Leben und Wirken
Nach dem Abschluss ihrer juristischen Ausbildung trat Sieveking 1995 in den Justizdienst des Landes Berlin ein. Dort wurde sie ab Januar 1995 am Verwaltungsgericht Berlin eingesetzt. Von Dezember 1999 bis März 2002 war sie als wissenschaftliche Mitarbeiterin an das Bundesverfassungsgericht abgeordnet. 2009 wechselte sie an das Oberverwaltungsgericht Berlin-Brandenburg und wurde im selben Jahr zur Richterin am Oberverwaltungsgericht ernannt. Im Juli 2018 wurde Sieveking zur Richterin am Bundesverwaltungsgericht gewählt. Sie trat ihre neue Stelle zum 1. November 2018 an und wurde dem vor allem für Straßen- und Wegerecht, insbesondere auch die dem Bundesverwaltungsgericht zugewiesenen erstinstanzlichen Klagen gegen Planfeststellungsbeschlüsse für den Bau von Bundesfernstraßen, für das Kommunalabgabenrecht und das Flurbereinigungsrecht zuständigen 9. Revisionssenat zugewiesen. 2024 wurde Sieveking zudem zur Richterin am Verfassungsgerichtshof des Landes Berlin gewählt.